# Antonio Freeman

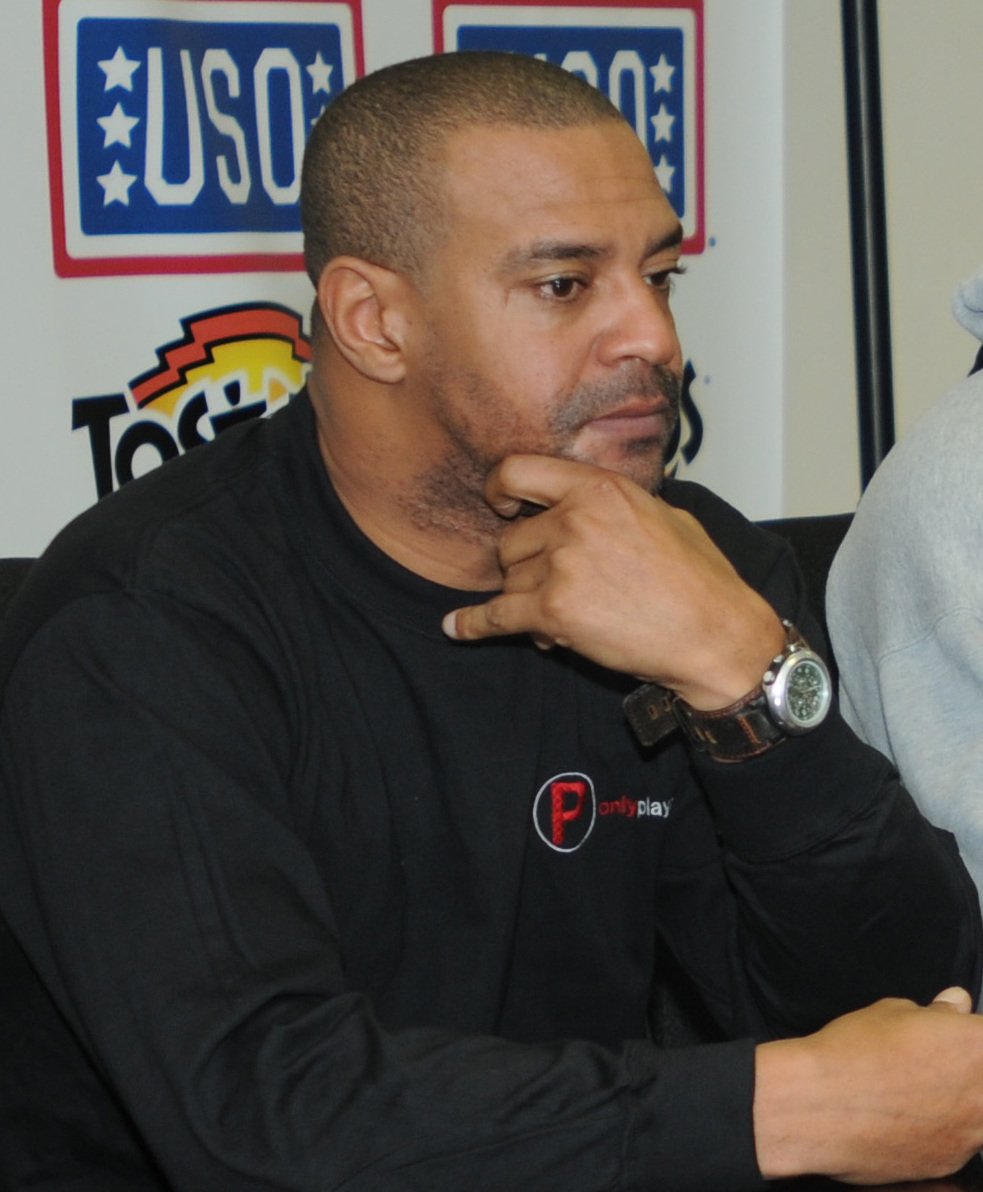
Antonio Freeman em 2010

Antonio Freeman (27 de maio de 1972, Baltimore, Maryland) é um ex-jogador profissional de futebol americano estadunidense que foi campeão da temporada de 1996 da National Football League jogando pelo Green Bay Packers.